# Zilus aterrimus
Zilus aterrimus är en skalbaggsart som först beskrevs av Horn 1895.  Zilus aterrimus ingår i släktet Zilus och familjen nyckelpigor. Inga underarter finns listade i Catalogue of Life.